# Jans Rautenbach
Jansen (Jans) Delarosa Rautenbach (né le 22 février 1936 à Boksburg et mort le 2 novembre 2016 à Mossel Bay) est un producteur, réalisateur et scénariste sud-africain.
Plusieurs historiens du cinéma considèrent Jans Rautenbach comme le pionnier du cinéma sud-africain moderne des années 1960 et 1970. Avec le producteur Emil Nofal, il a réalisé des films révolutionnaires pour une époque où le cinéma sud-africain reflétait à peine les réalités socio-politiques du pays.

## Biographie
Né en 1936 à Boksburg au Transvaal, Jans Rautenbach a grandi dans une famille très pauvre. Son père travaillait dans les mines.
Après avoir étudié la théologie à l'université de Stellenbosch pendant trois ans, Rautenbach change de vocation et s'installe à Bloemfontein où il étudie la criminologie à l'Université de l'État libre d'Orange. En janvier 1960, il accepte un poste de criminologue à la prison centrale de Pretoria avant de démissionner en février 1963 pour partir travailler dans l'industrie cinématographique.
Il débute en tant que directeur de production pour Jamie Uys Films puis rejoint Emil Nofal en 1963 pour lancer une nouvelle société, Emil Nofal Films. Assistant réalisateur d'Emil Nofal sur Kimberley Jim, il coproduit avec Nofal le film King Hendrik, une satire sur les relations entre les Afrikaners et les Sud-Africains blancs anglophones dans la lignée des comédies  Hans en die Rooinek (1961) et Lord Oom Piet (1962) de Jamie Uys. Le film compte alors une équipe de tournage et des acteurs (Marie du Toit et Joe Stewardson) qui travailleront régulièrement sur les longs métrages réalisés par Rautenbach.
La collaboration cinématographique entre Rautenbach et Nofal est marquée par le recours à de nombreuses allégories et métaphores hautement symboliques ainsi que par le recours à de nombreux stéréotypes pour les détourner de leur significations originales afin de faire valoir leur point de vue, notamment sur les relations raciales en Afrique du Sud et sur l'apartheid. En ce sens sont les trois principaux chefs-d’œuvre cinématographiques de Rautenbach à savoir Die Kandidaat, Katrina et Jannie totsiens dans lesquels Rautenbach explore la psyché des Afrikaners et les relations raciales dans l'Afrique du Sud de l'apartheid.
Rautenbach est décédé le 2 novembre 2016 dans un hôpital de Mossel Bay des suites d'une pneumonie. Il laisse derrière lui sa femme et quatre enfants.

## Filmographie
Producteur associé
- 1965 : King Hendrik

Réalisations et scénarios
- 1968 : Die Kandidaat
- 1969 : Katrina
- 1970 : Jannie totsiens
- 1971 : Pappa Lap
- 1974 : Ongewenste Vreemdeling
- 1976 : Eendag Op 'n Reendag
- 1977 : My Way II
- 1981 : Blink Stefaans
- 1984 : Broer Matie
- 1985 : Niemand weint für immer
- 2015 : Abraham